# 丹·本特利
丹·本特利（英語：Dan Bentley，1984年8月15日—），英国男子硬地滚球运动员。他曾代表英国参加2008年和2012年夏季残疾人奥林匹克运动会硬地滚球比赛，获得一枚金牌和一枚铜牌。